# تراب فولر

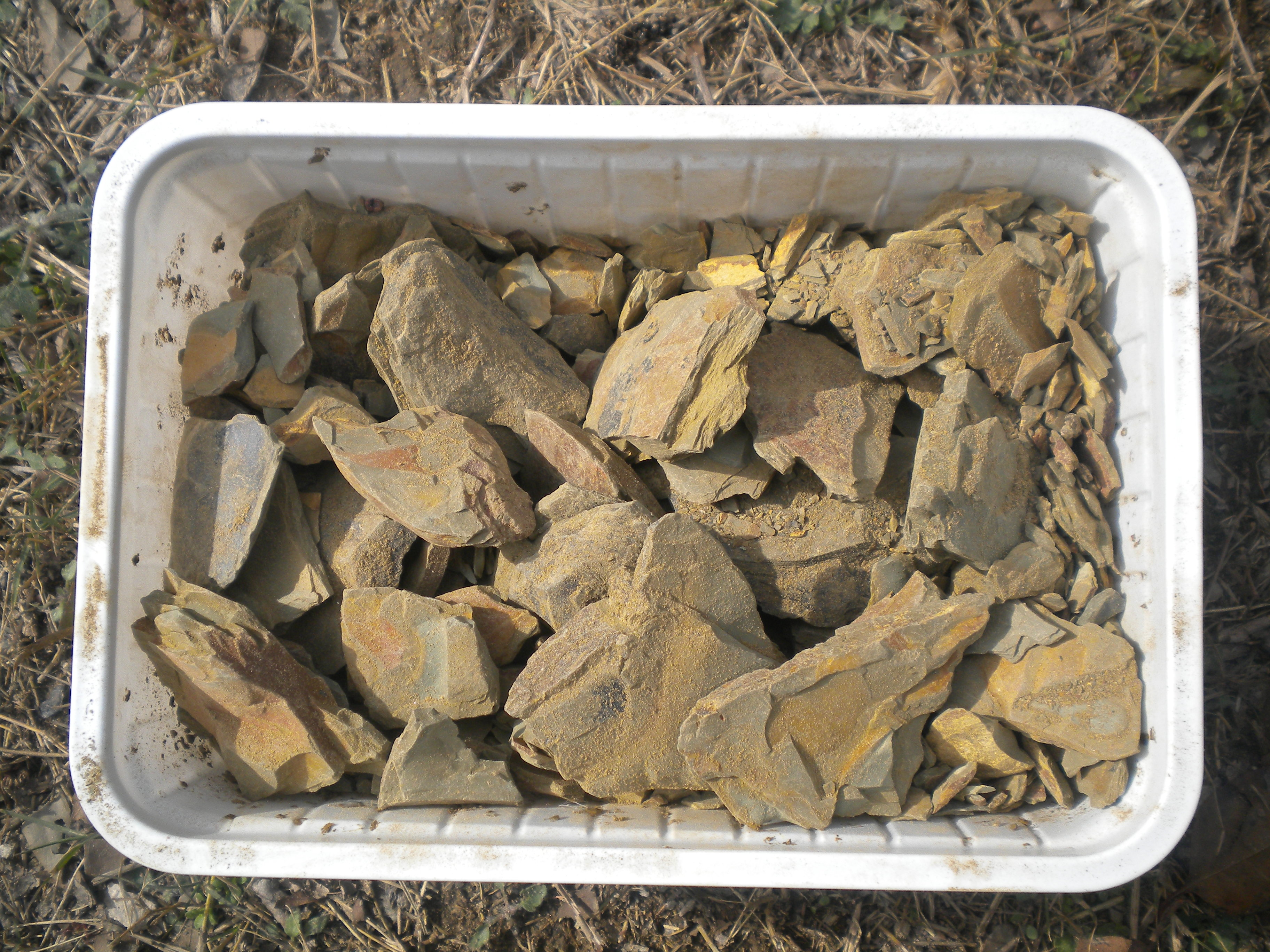
تراب فولر

تراب فولر هو أي مادة طينية لديها القدرة على إزالة لون الزيت أو السوائل الأخرى دون استخدام معالجة كيميائية قاسية. تتكون أرض فولر عادةً من الباليجورسكايت (أتابولجيت) أو البنتونيت. تشمل الاستخدامات الحديثة تراب فولر كمواد ماصة للزيت والشحوم وفضلات الحيوانات (فضلات القطط) وكناقل للمبيدات الحشرية والأسمدة. تشمل الاستخدامات البسيطة الترشيح والتوضيح وإزالة اللون؛ العنصر النشط وغير النشط في منتجات التجميل؛ وكمواد مالئة في الطلاء والجص والمواد اللاصقة والمستحضرات الصيدلانية. كما أن لها عددًا من الاستخدامات في صناعة السينما وعلى المسرح

## علم أصول الكلمات

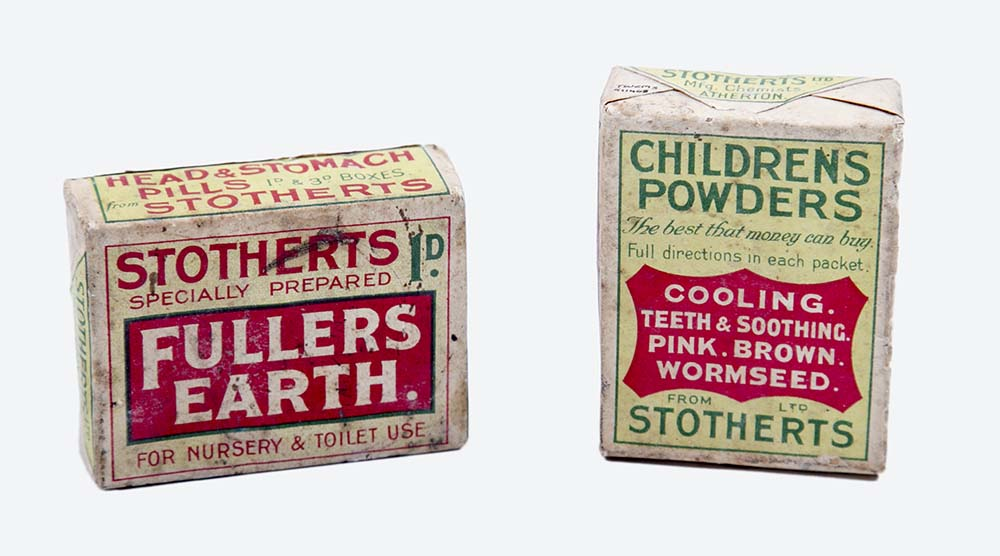
صناديق من الأرض الكاملة (حوالي عام 1915)

يعكس الاسم الإنجليزي الاستخدام التاريخي للمادة لتنظيف أو ملء الصوف من قبل عمال النسيج المسماة «فولرز». في القرون الماضية، كان الفولار يعجن الأرض الكاملة والماء في قطعة قماش صوفية لامتصاص اللانولين والزيوت والشوائب الدهنية الأخرى كجزء من عملية تشطيب القماش.
تُعرف تراب فولر أيضًا بالأسماء الأخرى التالية:
- «طين التبييض»[4] ، ربما لأن الملء يبيض القماش.
- «طين التبييض» وخاصة عند استخدامه لعلاج تصبغ الوجه مثل الكلف.
- مولتان ميتي (هندوستاني: मुल्तानी मिट्टी ، ملتانی مٹّی) «طين ملتان»، يستخدم على نطاق واسع في شبه القارة الهندية في مستحضرات التجميل.[5]

## حدوثه وتكوينه
يتكون تراب فولر بشكل أساسي من سيليكات الألومنيوم المائية (معادن طينية) بتركيبات مختلفة. المكونات الشائعة هي المونتموريلونيت، والكاولين، والأتابولجيت. قد توجد كميات صغيرة من المعادن الأخرى في رواسب الأرض الكاملة، بما في ذلك الكالسيت والدولوميت والكوارتز. في بعض المناطق، تشير الأرض الكاملة إلى الكالسيوم البنتونيت، وهو عبارة عن رماد بركاني متغير يتكون في الغالب من المونتموريلونيت.
في عام 2005، كانت الولايات المتحدة أكبر منتج للأرض الكاملة بحصة عالمية تقارب 70٪ تليها اليابان والمكسيك عن بعد. في الولايات المتحدة، تُشتق تراب فولر عادةً من رواسب الرماد البركاني من العصر الطباشيري وما دونه (الطين الجليدي لا يشكل أرضًا كاملة). تم استخراج رواسب فولر الترابية في 24 ولاية. كان أول اكتشاف لكوكب الأرض الكاملة في الولايات المتحدة بالقرب من كوينسي بولاية فلوريدا عام 1893 ؛ في السابق تم استيراده من إنجلترا. في عام 1939، أنتجت المناجم بالقرب من كوينسي نصف إنتاج الولايات المتحدة.
في المملكة المتحدة، توجد تراب فولر بشكل رئيسي في إنجلترا. تم استخراجها من مجموعة جرين ساند ووادي وايت هورس بأوكسفورد شاير. كان كومب هاي منجمًا أرضيًا بالكامل يعمل جنوب باث، سومرست حتى عام 1979. وشملت المواقع الأخرى جنوب باث فروم لونسديل وانجلش كومب وتوكينج ميل ودنكورن هيل. على الرغم من استخدام هذه المواقع منذ العصر الروماني، فقد طور ويليام سميث طرقًا جديدة لتحديد رواسب الأرض الكاملة جنوب باث. تشمل المصادر الإنجليزية الأخرى منجمًا بالقرب من ريدهيل، ساري (عمل حتى عام 2000)، وبرن، بيدفوردشاير، حيث توقف الإنتاج في عام 2004.
يمكن أن تكون التلال والمنحدرات والمنحدرات التي تحتوي على الأرض الكاملة غير مستقرة، حيث يمكن أن تكون هذه المادة متغيرة الانسيابية عند تشبعها بالأمطار الغزيرة.

## دلالة تاريخية
يعتبر ملء الملابس خطوة مهمة في إنتاج الملابس الصوفية، ويمكن إرجاعها إلى العصور القديمة. تذكر النصوص المسمارية من بلاد ما بين النهرين مادة خام، im-bab-bár (الأكادية: 𒅎𒌓، gaṣṣu: «الجبس، الجبس»)، حرفيا «الأرض البيضاء»، والتي تم تسليمها إلى الفيرز من أجل الانتهاء من القماش. هناك العديد من الإشارات الكتابية للإمتلاء (2 ملوك 18:17؛ إشعياء 7: 3 و36: 2؛ ملاخي 3: 2؛ مرقس 9: 3)، لكن المواد المستخدمة لتبييض القماش غير محددة. يذكر بليني الأكبر عدة أنواع من الأرض الكاملة (كريتا فولونيا باللاتينية) من مجموعة متنوعة من المواقع، ولكل منها خصائص مختلفة وبالتالي استخدامات مختلفة.
كانت الإشارات الأولى إلى المطاحن الممتلئة من بلاد فارس، وبحلول زمن الحروب الصليبية في أواخر القرن الحادي عشر، كانت الطواحين الممتلئة نشطة في جميع أنحاء العالم في العصور الوسطى.
يطلق عليها «مولتان ميتي»، سميت على اسم مدينة ملتان، في باكستان الحديثة، المنطقة التي نشأت فيها. يعود استخدام تراب فولر عبر شبه القارة الهندية إلى عام 1879 على الأقل. في حين أن استخدامها المنزلي والنقل بواسطة العربات المحلية في منطقة السند يسبق القرن التاسع عشر، تم تسجيل التصدير بالسكك الحديدية لأول مرة في عام 1929 في الهند البريطانية.

## الاستخدامات
بالإضافة إلى استخدامها الأصلي في ملء الألياف الخام، يتم الآن استخدام تراب فولر في عدد من الصناعات. تستخدم أهم التطبيقات خصائص الامتصاص الطبيعية للمعادن في المنتجات التي تُباع كمواد ماصة أو مرشحات.
- ·      علاج التسمم. حتى مع الأخذ في الاعتبار مخاطر السالمونيلا، فإن محتوى التربة من الطين يمكن أن ينقذ حياة الشخص المعرض للباراكوات، على سبيل المثال، لأن الباراكوات يهدف إلى تحلل التربة.[15]
- ·      التطهير: يستخدم فولر إيرث من قبل أفراد خدمة الطوارئ العسكرية والمدنية لتطهير ملابس ومعدات الجنود والمستجيبين الكيميائي والبيولوجي والإشعاعي والنووي) CBRN الذين تلوثوا بالعوامل الكيميائية.[16]
- ·      عامل التنظيف: في شبه القارة الهندية، تم استخدامه لتنظيف الرخام. كممتص جيد، فهو يزيل الغبار والأوساخ والشوائب والبقع من السطح ويعيد لمعان الرخام. تم استخدامه عدة مرات لتنظيف تاج محل بالهند مع نتائج إيجابية.[17]
- ·      صندوق القمامة: منذ أواخر الأربعينيات من القرن الماضي، تم استخدام الأرض الكاملة في فضلات القطط التجارية.[11]
- ·      مستحضرات التجميل والأمراض الجلدية: نفس الخصائص التي تجعل تراب القصب فعالاً في إزالة الزيوت والأوساخ والشوائب من الصوف فعالة أيضًا على شعر الإنسان وجلده.
- ·      صناعة الأفلام: تم استخدام فولر إيرث على نطاق واسع لسنوات عديدة في الصور المتحركة لمجموعة متنوعة من التطبيقات. في مجال المؤثرات الخاصة، يتم استخدامه في انفجارات الألعاب النارية وسحب الغبار، لأنه ينتشر أبعد وأعلى من معظم أنواع التربة الطبيعية، مما ينتج عنه انفجار يبدو أكبر. كما أنه أكثر أمانًا من التربة التي تحدث بشكل طبيعي، إذا أصاب رذاذ الانفجار الجهات الفاعلة. تم استخدام المادة في تسلسل الإعصار في ساحر أوز حيث شق الإعصار الاصطناعي طريقه نحو المزرعة.[18] كما تستخدم فولر إيرث على نطاق واسع في أقسام المكياج، والدعائم، وخزانة الملابس، وأدوات تزيين الملابس، لأنها تعتبر من الأوساخ «النظيفة»، وأكثر أمانًا للاستخدام حول الناس، وتنظف بسهولة. ومع ذلك، فقد نوقشت المخاوف الصحية في هذا الصدد.[19] يتوفر فولر إيرث بكميات صغيرة من قبل موردي مستحضرات التجميل لاستخدامها في جعل الوجه والجسم يبدوان متسخين. يتم استخدامه من قبل فنيي الدعائم لجعل الأثاث يبدو متربًا. تستخدم خزانة الملابس حقيبة قماشية صغيرة فضفاضة مملوءة بأرض كاملة لوضعها على الملابس لتبدو مغبرة. يستخدم المصممون المثبتون الأرض الكاملة لتغيير الشوارع المعبدة إلى طرق ترابية، أو لإنشاء زائدة غبار من مركبة متحركة فوق طريق ترابي، أو للإشارة إلى ممر سيارة فوق أرض غير معبدة.